# 岡本椿所
岡本 椿所（おかもと ちんしょ、男性、1871年1月21日〈明治3年12月1日〉 - 1919年〈大正8年〉10月10日）は、近代日本の篆刻家である。
本名は岡本義邦（旧姓・山名）、字は叔礼、椿所は号。津山出身。

## 経歴
東京に出て1895年（明治28年）に中井敬所の菡萏居社に入門し篆刻を学ぶ。同門に岡村梅軒・郡司楳所・田口逸所・増田立所・井口卓所などがいる。三村竹清に印を売り、その後交渉している。1907年（明治40年）には河井荃廬・初世中村蘭台・五世浜村蔵六・山田寒山らと丁未印社を設立した。宮内省図書寮に奉職した。